# Красноторовское сельское поселение
 Красното́ровское се́льское поселе́ние — упразднённое муниципальное образование в составе Зеленоградского района Калининградской области. Административный центр — посёлок Красноторовка.

## География и экономика
Красноторовское сельское поселение расположено на берегу Балтийского моря, имеет морской пляж протяженностью около 10 км.
Площадь сельскохозяйственных угодий — более 3 100  гектаров., из них 1 422 гектара приходится на пастбища, 842 га — на пашню, 797 га — на сенокосы и 32 гектара занимают леса.
На территории муниципального образования есть небольшие карьеры песка, глины, лечебной грязи, имеются месторождения бурого угля, торфа, янтаря. Также на ней располагаются  садоводческие общества.

## История
Красноторовское сельское поселение образовано 18 февраля 2005 года в соответствии с Законом Калининградской области № 501. В его состав вошли территории Грачёвского, Красноторовского и Поваровского сельских округов.
Законом Калининградской области от 27 апреля 2015 года № 420, 1 января 2016 года все муниципальные образования Зеленоградского муниципального района — Зеленоградское городское поселение, Ковровское, Красноторовское, Переславское сельские поселения и сельское поселение Куршская коса — были преобразованы, путём их объединения, в Зеленоградский городской округ.

## Население
| 2002 | 2010  | 2012  | 2013  | 2014  | 2015  |
| ---- | ----- | ----- | ----- | ----- | ----- |
| 1384 | ↗3396 | ↘3345 | ↗3358 | ↘3356 | ↗3378 |

## Состав сельского поселения
| №  | Населённый пункт | Тип населённого пункта          | Население |
| -- | ---------------- | ------------------------------- | --------- |
| 1  | Алексино         | посёлок                         | ↘22       |
| 2  | Баркасово        | посёлок                         | ↘23       |
| 3  | Богатое          | посёлок                         | ↘38       |
| 4  | Вершково         | посёлок                         | ↗12       |
| 5  | Водное           | посёлок                         | →42       |
| 6  | Грачёвка         | посёлок                         | ↗516      |
| 7  | Гусевка          | посёлок                         | ↘25       |
| 8  | Дворики          | посёлок                         | ↘178      |
| 9  | Дружба           | посёлок                         | ↗27       |
| 10 | Кленовое         | посёлок                         | ↘42       |
| 11 | Клюквенное       | посёлок                         | ↗41       |
| 12 | Красновка        | посёлок                         | ↗25       |
| 13 | Красноторовка    | посёлок, административный центр | ↘610      |
| 14 | Круглово         | посёлок                         | ↘78       |
| 15 | Лесенково        | посёлок                         | ↗89       |
| 16 | Листовое         | посёлок                         | ↗46       |
| 17 | Листопадовка     | посёлок                         | ↘15       |
| 18 | Майский          | посёлок                         | ↗48       |
| 19 | Медведево        | посёлок                         | ↘0        |
| 20 | Морозовка        | посёлок                         | ↗41       |
| 21 | Ольховое         | посёлок                         | ↗118      |
| 22 | Орехово          | посёлок                         | ↘154      |
| 23 | Осокино          | посёлок                         | ↘16       |
| 24 | Охотное          | посёлок                         | ↘108      |
| 25 | Поваровка        | посёлок                         | ↗406      |
| 26 | Прислово         | посёлок                         | →26       |
| 27 | Путилово         | посёлок                         | ↗42       |
| 28 | Ракитное         | посёлок                         | ↘29       |
| 29 | Русское          | посёлок                         | ↗243      |
| 30 | Сараево          | посёлок                         | ↘28       |
| 31 | Сторожевое       | посёлок                         | ↗36       |
| 32 | Сычево           | посёлок                         | ↗41       |
| 33 | Филино           | посёлок                         | ↘36       |
| 34 | Шатрово          | посёлок                         | ↗45       |
| 35 | Ягодное          | посёлок                         | ↘52       |
| 36 | Янтаровка        | посёлок                         | ↘98       |

## Образование и культура
В посёлках Красноторовка и Грачёвка располагаются средние школы и Дома культуры. В Грачёвке находится детский сад. Библиотеки имеются в посёлках Красноторовка, Грачёвка, Поваровка.

## Достопримечательности
- Памятник природы — ландшафтный парк «Морозовка» в посёлке Морозовка[1].
- Мемориальный комплекс на братской могиле советских воинов, погибших в феврале 1945 года (архитектор А.В. Марков) в посёлке Русское.
- Руины кирхи 1270 года в посёлке Русское.

## Известные люди
- Инга Медведева — обладатель бронзовой медали в скоростном спуске на Паралимпиаде в Солт-Лейк-Сити, а также двух серебряных медалей Паралимпиады в Сочи.